# Darreh Zīārat-e Pā'īn
Darreh Zīārat-e Pā'īn (persiska: دَرِّه زيارَتِ پائين, دَرِّه زيّارَت, دَرِّۀ زيارَتِ پائين, دَرِّه زِيارَتِ پائين, دَرِّه زيارَتِ سُفلَى, دَرِّۀ زيارَتِ سُفلَى, درّه زیارت پائین, Darreh Zīārat-e Pā’īn) är en ort i Iran.   Den ligger i provinsen Kurdistan, i den nordvästra delen av landet, 500 km väster om huvudstaden Teheran. Darreh Zīārat-e Pā'īn ligger 1 619 meter över havet och antalet invånare är 227.
Terrängen runt Darreh Zīārat-e Pā'īn är huvudsakligen kuperad. Darreh Zīārat-e Pā'īn ligger nere i en dal.Runt Darreh Zīārat-e Pā'īn är det ganska glesbefolkat, med 50 invånare per kvadratkilometer. Närmaste större samhälle är Hījānān, 18,7 km norr om Darreh Zīārat-e Pā'īn. Trakten runt Darreh Zīārat-e Pā'īn består i huvudsak av gräsmarker.